# 2006
2006（二千六、二〇〇六、にせんろく）は、自然数または整数において、2005の次で2007の前の数である。

## 性質
- 2006は合成数であり、約数は 1, 2, 17, 34, 59, 118, 1003, 2006 である。
  - 約数の和は3240。
- 304番目の楔数である。1つ前は2001、次は2013。
- 連続する2個の素数の和で表せる168番目の数である。1つ前は1988、次は2022。(オンライン整数列大辞典の数列 A001043)

2006 = 997 + 1009
- n = 2006 のとき 20062 + 1 = 4024037 になる。n2 + 1 の数が素数になる210番目の数である。1つ前は1990、次は2026。(オンライン整数列大辞典の数列 A005574)
- 各位の和が8になる82番目の数である。1つ前は1700、次は2015。

## その他 2006 に関連すること
- 西暦2006年